# Promising Young Woman

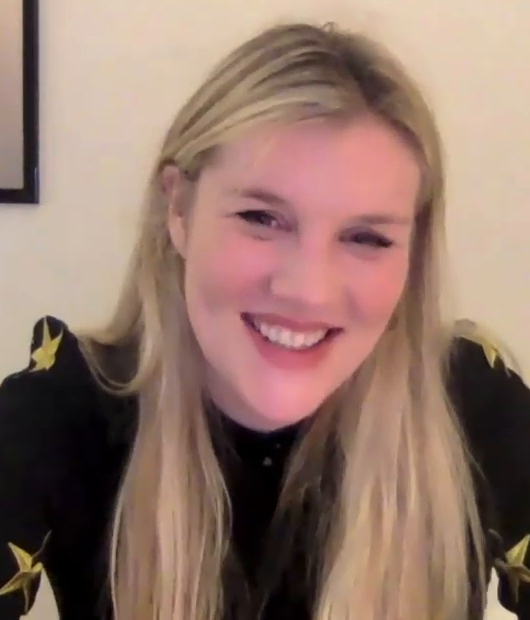
Fotografia d'Emerald Fennell, directora de la pel·lícula.

Promising Young Woman és una pel·lícula d'humor ácid i thriller estatunidenc de 2020 dirigida, escrita i co-produïda per Emerald Fennell, en la seva estrena com a directora. La pel·lícula és protagonitzada per Carey Mulligan, Bo Burnham, Alison Brie, Clancy Brown, Jennifer Coolidge, Connie Britton i Laverne Cox. S'ha subtitulat al català.
Promising Young Woman es va estrenar en el Festival de Cinema de Sundance el 25 de gener de 2020.
La pel·lícula va rebre cinc nominacions als premis Oscar de 2020, incloent-hi la de la millor pel·lícula, millor director i millor actriu per a Caren Mulligan. Va ser nomenada una dels deu millors pel·lícules de 2020 pel National Board of Review, sent Mulligan també premiada com a millor actriu. Va rebre quatre nominacions en els 78ns premis Globus d'Or, incloent-hi la millor pel·lícula dramàtica.

## Argument
Tots deien que Cassie (Carey Mulligan) era una jove prometedora, fins que un esdeveniment misteriós va destruir abruptament el seu futur. No obstant això, res a la seva vida és el que sembla: intel·ligent i perversa, viu una doble vida de nit. Una trobada inesperada dona a Cassie l'oportunitat de corregir els errors del passat.

## Repartiment
- Carey Mulligan com Cassandra “Cassie” Thomas[5]
- Bo Burnham com Ryan
- Alison Brie com Madison
- Clancy Brown com Stanley Thomas
- Jennifer Coolidge com Susan
- Connie Britton com Dean Elizabeth Walker
- Laverne Cox com Gail
- Adam Brody com Jez
- Max Greenfield com Joe
- Christopher Mintz-Plasse com Neil
- Sam Richardson com Paul
- Molly Shannon com Mrs. Fisher
- Alfred Molina com Jordan
- Angela Zhou com Todd
- Chris Lowell com Al Monroe
- Abi Beaux com dama d'honra